# Калитино (Вашкинский район)
Калитино — деревня в Вашкинском районе Вологодской области.
Входит в состав Покровского сельского поселения, с точки зрения административно-территориального деления — в Покровский сельсовет.
Расстояние по автодороге до районного центра Липина Бора — 79 км, до центра муниципального образования деревни Покровское — 0,5 км. Ближайшие населённые пункты — Даньшин Ручей, Дряблое, Никольское, Покровское.
По переписи 2002 года население — 18 человек.